# Gheorghe Lichiardopol
Gheorghe Lichiardopol (Bucarest, 2 agosto 1913 – Craiova 1991) è stato un tiratore a segno rumeno.

## Palmarès

### Olimpiadi
- 2 medaglie:
  - 2 bronzi (Helsinki 1952 nella pistola 25 metri; Melbourne 1956 nella pistola 25 metri)